# Polyceratocarpus gossweileri
Polyceratocarpus gossweileri là loài thực vật có hoa thuộc họ Na. Loài này được (Exell) Paiva miêu tả khoa học đầu tiên năm 1966.